# Ninḫursanga

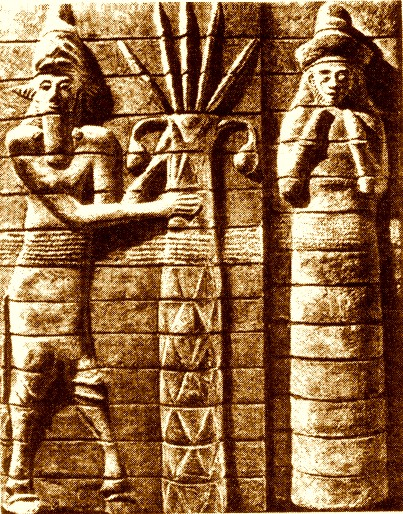
Ninḫursanga (rechts) und Šulpa’e am Baum des Lebens, 2. Jahrtausend v. Chr., aus Susa

Ninḫursanga (Herrin der steinigen Einöde, auch Ninḫursag, Ninmaḫ, Nintu, Mami, manchmal auch Ninlil, Damkina und akkadisch Aruru) ist eine sumerische Gebirgs- und Muttergöttin. Sie ist eine der führenden Göttinnen und wird auch mit dem Epitheton „Mutter der Götter“ benannt. In ihrer Funktion als Göttin der Gebärenden wird sie auch als „Mutter aller Kinder“ bezeichnet.

## Genealogie
In altbabylonischer Zeit wird sie mit Ninlil der Frau von Enlil gleichgesetzt und gilt als Mutter des Kriegs- und Fruchtbarkeitsgottes Ninurta sowie des Mondgottes Nanna. In ihrer Funktion als „Mutter aller Götter“ wird sie mit Ki gleichgesetzt und ist damit die Frau des Gottes An. In dem Mythos Enūma eliš wird sie als die Mutter Marduks und somit als Damkina identifiziert und im Mythos Enki und Ninḫursanga ist sie die Frau von Enki und zeugt mit ihm weitere Götter. In Nippur und Susa wurde sie als Frau von Šulpa’e, dem Gott der wilden Tiere, verehrt und ist damit als Herrin der Einöde auch für die wilden wie gezähmten Tiere des Feldes zuständig.

## Geschichte
Ihre Hauptheiligtümer lagen in den Städten Kiš, Lagaš und Tell Ubaid. Viele mesopotamische Herrscher wie Eannatum, Entemena, Uruinimgina und Nebukadnezar I bezeichneten sich als Liebhaber oder Kinder von Ninḫursanga und bauten ihr zu Ehren Tempel.
Ihre Funktion änderte sich im Laufe der Zeit. Teilweise übernahm sie die Funktion anderer, weniger populärer Göttinnen oder wurde mit diesen gleichgesetzt, je nachdem, wie die Machtstrukturen ihrer Hauptheiligtümer sich veränderten.

## Mythen

### Enki und  Ninḫursanga
Enki möchte unbedingt einen Sohn, jedoch gebiert seine Frau Ninḫursanga nur die Tochter Ninisiga, die Göttin des Neumondes. Daraufhin schwängert er seine Tochter, die ihm die Tochter Ninkur gebärt, die Herrin des Hochlandes. Da Enki immer noch keinen Sohn hat, schwängert er seine Enkelin Ninkur und diese gebiert Uttu, die Göttin des Flachses und der Webkunst. Ninḫursanga ist das Ganze mittlerweile zu viel. Sie berät Uttu, wie sie den Avancen von Enki widerstehen könne. Doch Enki verkleidet sich als gutaussehender Gärtner und so gelingt es ihm, Uttu zu begatten. Als Uttu den Betrug bemerkt, fleht sie Ninḫursanga um Hilfe an. Diese entfernt den Samen Enkis und wirft ihn auf den Boden. Daraus entstehen acht Pflanzen, die Ninḫursanga Enki zum Essen vorsetzt. Daraufhin erkrankt Enki schwer. Die Anunna sehen das mit Sorge und Enlil kann Ninḫursanga überreden, Enki zu helfen. Ninḫursanga setzt sich daraufhin auf Enki, nimmt die Samen in sich auf und gebiert darauf die Götter: Abu, Ninsikila, Ninkatu, Ninkasi, Nanše, Azimua, Ninti und Ensag.

### Enki und Ninmah
Enki und Ninmah haben einen Wettstreit, wer die besseren Menschen schaffen könne. Ninmah erschafft daraufhin verschiedene Menschen mit Behinderungen. Enki gibt jedoch allen eine Aufgabe in der Gesellschaft. Daraufhin erschafft Enki das Wesen Umuul, mit dem Ninmah nichts anzufangen weiß, da es eine nicht lebensfähige Fehlgeburt ist. Sie muss sich geschlagen geben.

### Ninurta und Ninlil/Ninḫursag
Als Ninurta den Dämon Asag besiegt hatte, schuf er einen gewaltigen Damm, der den Tigris daran hinderte, ostwärts zu fließen. Daraufhin wurde das Land fruchtbar und strotzte von Früchten und Getreide und alle Götter lobten Ninurta. Seine Mutter Ninlil will ihm persönlich gratulieren und folgt ihm in das Gebirge. Beeindruckt von so viel Mutterliebe vermacht er ihr das Gebirge und die Einöde, die er dem Dämon Asag abgenommen hat. Er tauft seine Mutter daher von Ninlil, der Herrin der Luft, zu Ninḫursag, der Herrin der steinigen Einöde, um.